# Лаокоон и његови синови
Лаокоон и његови синови, и Лаокоонова група (итал. Gruppo del Laocoonte), једна је од најпознатијих античких скулптура откад је откривена у Риму 1506. године и јавно изложена у Ватикану, гдје се налази и данас. Врло је вјероватно да је ријеч о истој скулптури коју је хвалио римски писац о умјетности, Плиније Старији. Фигуре које чине скулптуру су приближно природне величине, група је висине нешто више од 2 м, а приказана је митолошка легенда гдје су тројански свештеник Лаокоон и његови синови Антифант и Тимбреј нападнути морским змијама.
Група је описана „прототипном иконом људске агоније” у западној умјетности, а за разлику од агонија у хришћанској умјетности гдје се приказују Христове муке и мучеништва, ова патња нема откупитељску моћ нити награду, исказана кроз искривљене изразе лица које се слажу са тијелима у борби, посебно са самим Лаокооном, и са детаљима напрезања видљивим на његовом тијелу.
Плиније приписује ово дјело, тада у палати цара Тита, тројици грчких вајара са острва Родоса: Агесандру, Атенодору и Полидору, али не даје датум ни наручиоца дјела. По стилу се сматра „једним од најљепших примјера (такозваног) хеленистичког барока” и свакако у грчкој традицији, али није познато да ли је ријеч о оригиналном дјелу или копији раније скулптуре, вјероватно у бронзи, нити да ли је настала као грчка или римска наруџба. Становиште да је ријеч о оригиналном дјелу из 2. вијека прије н. е. сада има мало или нимало присталица, мада Лаокоонову групу многи још увијек сматрају копијом таквог дјела насталог у раном царском периоду, вјероватно на основу бронзаног оригинала. Други тврде да је вјероватно оригинално дјело каснијег периода, у пергамском стилу из неких два стољећа раније. У оба случаја, вјероватно је наручена за дом богатог Римљанина, највјероватније из царске породице. Предложени су различити датуми за настанак групе, који се крећу од око 200. године прије н. е. до 70-тих година нове ере, мада се данас предност даје датуму у вријеме Јулије-Клаудијеве династије [између 27. г. прије н. е. и 68. г. н. е.].
Мада је углавном у одличном стању за ископану скулптуру, појединачним фигурама недостаје неколико дијелова, а анализа сугерише да је преуређена у античко доба и да је прошла кроз бројне рестаурације откако је ископана. Изложена је у Музеју Пио-Клементино, дијелу Ватиканских музеја.

## Полемика око недостајућих дијелова Лаокоонове групе
Када је статуа откривена, недостајала је Лаокоонова десна рука, заједно са дијелом длана једног и десне руке другог његовог сина. Репрезентација ових изгубљених дијелова је била предмет расправе између умјетника и критичара умјетности. Микеланђело је сматрао да су изгубљене десне руке пружале изнад рамена у правцу леђа, а други су, међутим, тврдили да је исправније претпоставити да су руке биле испружене према споља, у херојском гесту. Тадашњи папа је објавио неформално такмичење између вајара за обнову руку у ком је судио Рафаело.
Године 1906, археолог, трговац умјетнинама и директор Музеја античког вајарства Барацо, Лудвиг Полак, открио је мермерни шалф руке у градитељском врту у Риму. Увидјевши типолошку сличност са Лаокооновом групом, доставио га је Ватиканским музејима гдје је остао у складиштима пола стољећа. Педесетих година прошлог вијека, Музеј је рекао да је ова рука, која је била савијена на начин на који је Микеланђело претпоставио, припадала Лаокоону. Тако је статуа обновљена укључивањем нове руке. Раније обновљени дијелови руку синова су уклоњени. Током фазе њихове демонтаже, испитивање рупа клинова, жљебова и металних спојева показало је да је првобитно била ухваћена или реализована пирамидална композиција три тијела, што је јасно показало да су извођене различите интервенције у античком, ренесансном и модерном добу.
Постоје многе копије групе, а највише њих показују Лаокоонову руку у старој форми рестаурације. Једна од најпознатијих копија је она у палати Великог витешког мајстора Родоса, која прати исправљену садашњу форму.